# Wilfrido Lucero
Wilfrido Lucero Bolaños (Tulcán, 28 de diciembre de 1935 - 1 de febrero de 2022) fue un abogado y político ecuatoriano. Entre los cargos que ejerció se cuenta el de presidente del Congreso Nacional, que ocupó en tres ocasiones distintas, así como alcalde de Tulcán y prefecto del Carchi. Fue además legislador nacional durante 22 años no consecutivos.

## Biografía
Nació el 28 de diciembre de 1935 en Tulcán, provincia del Carchi, miembro de una familia de agricultores. A los 11 años se mudó a la ciudad de Ibarra para realizar sus estudios secundarios, que cursó en el colegio Sánchez Cifuentes y del que se graduó como el mejor bachiller. Durante estos años fue además discípulo de monseñor Leonidas Proaño. Posteriormente realizó estudios superiores en la Pontificia Universidad Católica del Ecuador, donde cursó la carrera de jurisprudencia y obtuvo el título de doctor en leyes en 1963.
Inició su vida política a los 24 años como concejal de Tulcán, más tarde fue vicepresidente del consejo cantonal. En los años siguientes ocupó los cargos de diputado nacional en representación de la provincia del Carchi (de 1961 a 1963), alcalde de Tulcán (de 1967 a 1970) y prefecto provincial del Carchi (de 1970 a 1974). Durante su tiempo en la alcaldía de Tulcán presidió la construcción de la terminal terrestre de la ciudad, el palacio municipal y el centro de esposiciones. También gestionó obras como el sistema de alcantarillado y agua potable de Tulcán.
En las elecciones legislativas de 1979 fue elegido diputado nacional en representación del Carchi por el partido Izquierda Democrática. En las elecciones de 1984 y de 1988 fue reelecto como diputado, en ambas ocasiones por el partido Democracia Popular. De 1988 a 1990 ocupó la presidencia del Parlamento Andino.
En 1988 fue nombrado presidente del Congreso Nacional como cuota de la alianza entre los partidos Democracia Popular e Izquierda Democrática, que venía de ganar la presidencia de la república con Rodrigo Borja Cevallos. Un año después Lucero fue ratificado como presidente del legislativo por un año más.
Años después se separó del partido Democracia Popular y se regresó a la Izquierda Democrática, con la que fue elegido diputado en representación de la provincia de Pichincha en las elecciones legislativas de 1998 y de 2002. Durante su tiempo en el legislativo fue miembro de la comisión de Asuntos Internacionales y de Defensa Nacional y de la comisión de Asuntos Constitucionales.
El 26 de abril de 2005 fue elegido presidente del Congreso Nacional con 65 votos a favor de 85 diputados presentes, en reemplazo de Omar Quintana, quien había sido destituido una semana antes durante la Rebelión de los forajidos (en la que también se derrocó al presidente de la república, Lucio Gutiérrez).

## Fallecimiento
Falleció el 1 de febrero de 2022. Su sepelio se realizó el 2 de febrero, en el Camposanto Monteolivo de Quito.